# هليلج رباعي الأسدية

هليلج رباعي الأسدية (الاسم العلمي:Terminalia tetrandra) هو نوع نباتي يتبع جنس الهليلج من الفصيلة القمبريطية.